# Nelson Abbott
Nelson T. Abbott (Escondido, 1966. január 30. –) amerikai ügyvéd, politikus. A Utah-i Képviselőház egyik tagja az 57. kerületből. 2020. novemberében választották meg, és 2021. január 1-jén lépett hivatalba. A felsőoktatási előirányzatok albizottságában, a képviselőház igazságügyi bizottságában, a ház bevételi és adóügyi bizottságában, valamint az igazgatási szabályok felülvizsgálati bizottságában dolgozik.

## Fiatalkora
Abbott Escondidóban született, és Provóban nőtt fel. A Brigham Young Egyetemen szerzett Bachelor of Arts fokozatot közgazdaságtanból, Master of Business Administration és jogi doktor fokozatot.

## Karrier
Abbottot 1994-ben vették fel a Utah Állami Ügyvédi Kamarába. Azóta ő a tulajdonosa és üzemeltetője az Abbott Ügyvédi Irodának Provóban. 2020. áprilisában legyőzte a hivatalban lévő Brad Daw-ot a Utah-i Republikánus párt kongresszusán. Abbottnak nem volt demokrata ellenfele a 2020-as novemberi általános választásokon. 2021. január 1-jén lépett hivatalba.

## Magánélete
Abbott feleségével, Kristin Abbott-tal és négy gyermekükkel él a utahi Oremben.

## Fordítás
Ez a szócikk részben vagy egészben  a   Nelson Abbott című angol Wikipédia-szócikk ezen változatának fordításán alapul.  Az eredeti cikk szerkesztőit annak laptörténete sorolja fel. Ez a jelzés csupán a megfogalmazás eredetét és a szerzői jogokat jelzi, nem szolgál a cikkben szereplő információk forrásmegjelöléseként.